# 李雪兒
李 雪兒（イ・ヌンア、朝鮮語: 이설아、1978年8月4日 - ）は、大韓民国の韓国放送公社 (KBS) 所属の気象キャスターおよびアナウンサー。

## 学歴
- 1997年 - 2001年、忠南大学校 (1997학번)

## 経歴
- KBS アナウンサー

| スタブアイコン | サブスタブ | この項目は、まだ閲覧者の調べものの参照としては役立たない、アナウンサーに関連した書きかけの項目です。この項目を加筆・訂正などしてくださる協力者を求めています（PJ:アナウンサー）。 |